# Éditions Atlas
Pour les articles homonymes, voir Atlas.
 (juillet 2017).
Éditions Atlas était une société française de vente par correspondance.
Elle est la filiale française de The Atlas Group, société suisse implantée à Lausanne, appartenant à la holding De Agostini, une multinationale basée en Italie, premier éditeur mondial de fascicules et de technologies de jeux de hasard. 
Le siège social de la filiale française est à Évreux, dans l'Eure.
En France, l'entreprise a été longtemps numéro 1 de l'édition de séries de produits culturels, qu'elles soient vendues chez les marchands de journaux, en vente à domicile ou par correspondance. Victime de la numérisation et de la politique du franc fort, la holding suisse annonce sa disparition progressive pour l'année 2019, entraînant dans sa chute le site français d’Évreux.

## Historique
Les Éditions Atlas tirent leurs origines des éditions Grange Batelière créées à Paris en 1954. Elles adoptent le nom d'Éditions Atlas en 1975, date à laquelle elles capitalisent sur le succès de plusieurs encyclopédies à fascicules publiées sous la bannière de Grange Batelière telles que L'Aventure humaine, l'Encyclopédie Alpha ou Le Million (sous licence De Agostini) pour n'en citer que quelques-unes. C'est ainsi qu'apparaissent Alpha Auto ou encore L'Encyclopédie Alpha de la médecine rebaptisée L'Encyclopédie Atlas de la médecine ainsi qu'une série de livres de la collection La Nature et ses merveilles. Elles sont également liées historiquement aux Éditions Rencontre fondées à Lausanne en 1950 et absorbées en 1971, fortes d'un fichier de plus de six millions d'acheteurs par correspondance. C'est d'ailleurs à Cheseaux-sur-Lausanne qu'est implanté le siège de The Atlas Group et de Provéa.
Parmi les premières encyclopédies des éditions Atlas disponibles en fascicules chez les marchands de journaux figurent Les Doigts d'or, Les Doigts d'or - Cuisine, la Grande encyclopédie de la montagne ou encore La mer apparaissant en 1976,.
Suivent d'autres encyclopédies à fascicules comme La Boîte à outils, La Dernière Guerre ou l'histoire controversée de la Seconde Guerre mondiale, Bécane, L'Encyclopédie A Z, ABC Informatique. La première encyclopédie consacrée à l'aviation, Mach 1, est publiée à partir de 1979.
Une des éditions les plus remarquables est la Grande encyclopédie Alpha des sciences et des techniques sous la direction de Gérard Bordes, en 21 volumes. 
L'un des tournants auquel est confrontée la maison d'édition intervient dans les années 1986-1987. En 1986, une fusion intervient entre les éditions Atlas et la Guilde internationale du Disque, laquelle fut le premier club de disques par correspondance en France, dès 1954, puis premier éditeur de collections de livres classiques[source insuffisante].
L'autre tournant décisif intervient en 1987 avec le rachat des éditions Atlas par le groupe italien De Agostini. Le groupe italien De Agostini tire ses origines de la fondation, en 1901, par le géographe Giovanni De Agostini de l’Institut Géographique De Agostini à Rome. L'institut édite le Calendrier Atlas qui associe pour la première fois un agenda de poche avec des cartes et des données géographiques. 
Les Génies du Classique qui parait en 1989 devient la première série dans laquelle un disque compact audio est proposé. L'année suivante voit l'apparition de la première cassette vidéo VHS dans le cadre de la collection Les Génies du cinéma. 
En 1996 apparaît le premier CD-ROM dans la série Micro Facile. L'entrée dans l'ère de la vidéo numérique intervient quant à elle en 2001 (et non pas 2004 comme l'indique le site officiel des éditions Atlas) avec Les Misérables de la série Les Grands Classiques de la Littérature au cinéma,.
Dans le cadre d'une politique de diversification, les éditions Atlas créent en décembre 2002 la société Provéa dont les activités se concentrent dans le domaine de la vente de produits tels que la lingerie, les compléments nutritionnels ou encore les produits cosmétiques.
À cette date, la société réalise un chiffre d'affaires hors taxe de 273 millions d'euros.
En 2003 intervient le lancement de Miriale qui propose des créations à l'intention des femmes ainsi que de Tono qui présente des modèles répondant aux exigences des hommes en termes de design et de confort.
En 2004 intervient la création du Centre européen de formation, établissement d'enseignement à distance controversé pour ses pratiques commerciales. C'est à cette date qu'est franchie la barre des 600 millions d'euros de chiffre d'affaires au sein d'Atlas Group, soit une progression de plus de 50 % en quatre ans.

## Implantations d'Atlas Group
- En France

Éditions Atlas et ses filiales, sociétés implantées à Paris, à Évreux et à Villeneuve-d'Ascq, spécialistes du marketing direct, de la vente en kiosque et de la vente à domicile. Atlas for men, catalogue et site Internet de vente de produits textiles et accessoires plein air pour hommes. Atlas for women, catalogue et site internet de vente de produits textiles féminins.
Centre européen de formation, établissement privé d'enseignement à distance dans des secteurs porteurs comme la petite enfance, l'esthétique, le sanitaire et social, les métiers animaliers, concours de la fonction publique.
- En Suisse

Éditions Atlas et Provéa, sociétés implantées à Lausanne, spécialistes du marketing direct, dans 14 pays européens.
- En Italie

De Agostini Direct Marketing, société implantée à Novare, spécialiste du marketing direct.

## Domaines d'activité

### Vente en kiosque et à domicile de collections de loisirs culturels
Les Éditions Atlas créent des collections distribuées chez les marchands de journaux, par abonnement et en vente directe à domicile à destination de tous les publics (enfants, familles, seniors...). 
Les produits Éditions Atlas ne sont plus présents chez les marchands de journaux depuis 2010. La vente directe à domicile est également terminée. Pour commander un produit Éditions Atlas, il faut se rendre sur le site Internet de la marque.

### Vente à distance de vêtements masculins
Créé en 1999 au sein des Éditions Atlas, le catalogue de vente par correspondance Atlas For Men propose des vêtements et accessoires destinés aux activités de plein air et est distribué dans différents pays.

## Collections Presse des Éditions Atlas
Plusieurs collections sont parues :
- Entre 1994 et 1996, une collection intitulée Le monde fabuleux des contes animée par le chanteur Carlos[11] est parue, reprenant certains épisodes de la série animée Les Contes les plus célèbres. Cette collection de 40 épisodes a également inclus des épisodes issus de la production australienne Burbank Films Australia[12].

## CollectionFilms d'horreurdes Éditions Atlas
Entre 2010 et 2011, la collection Films d'horreur des Éditions Atlas comprenait une soixantaine de titres dont L'Exorciste, la série des Vendredi 13, Poltergeist, Halloween : La Nuit des Masques, The Thing, la série de films La Malédiction, le téléfilm « Il » est revenu (Ça), Carrie au Bal du Diable, Amityville : La Maison du Diable, La colline a des yeux, Haute Tension, Jeu d'enfant : Chucky, ou encore la trilogie Ring, etc.